# Viktor Poganovsky
Viktor Poganovsky (Mykolaiv, 23 de novembro de 1949) é um ex-ginete ucraniano especialista em saltos, campeão olímpico. 

## Carreira
Viktor Poganovsky representou seu país nos Jogos Olímpicos de Verão de 1980, na qual conquistou a medalha de ouro nos saltos por equipes em 1980.